# San José de Meza
San José de Meza är en ort i Mexiko.   Den ligger i kommunen Tecamachalco och delstaten Puebla, i den sydöstra delen av landet, 160 km öster om huvudstaden Mexico City. San José de Meza ligger 2 020 meter över havet och antalet invånare är 114.
Terrängen runt San José de Meza är platt åt nordväst, men åt sydost är den kuperad. Runt San José de Meza är det ganska tätbefolkat, med 239 invånare per kvadratkilometer. Närmaste större samhälle är Tecamachalco, 2,1 km öster om San José de Meza. Trakten runt San José de Meza består till största delen av jordbruksmark.